# Bank Saderat Iran
Bank Saderat Iran (BSI) (Persisch: بانک صادرات ایران, wörtlich „Exportbank Irans“) ist ein iranisches multinationales Bank- und Finanzdienstleistungsunternehmen mit Hauptsitz in Teheran, Iran. Sie wurde 1952 in Teheran von den prominenten Familien Mofarrah und Bolurfrushan gegründet und nahm ihre Tätigkeit am 13. November 1952 mit einem Vorstand von drei Direktoren und 20 Mitarbeitern auf. Die Bank Saderat Iran verfügt über rund 3500 Geschäftsstellen in 12 Ländern und Gebieten in Europa, dem Nahen Osten und Asien und hat rund 10 Millionen Kunden. Zum 30. Juni 2013 verfügte sie über eine Bilanzsumme von 59,110 Milliarden US-Dollar. Die Bank verfügt über 28 internationale Zweigstellen und bietet Dienstleistungen in 12 Ländern an.

## Geschichte

### Vor 1979
Die Bank Saderat Iran wurde am 7. September 1952 von der Familie Bolurfrushan, Mohammad Ali Mofrah, und einigen seiner Mitarbeiter gegründet. Die Bank wurde zunächst mit einem Kapital von 20 Millionen iranischen Rial in Form von Krediten und 3.500 iranischen Rial in Form von Darlehen gegründet. Sie war vorübergehend in einem oberen Stockwerk eines Gebäudes untergebracht, das über der zentralen Filiale der Bank Melli Iran in Takyeh Dowlat, Teheran, lag. Die Bank wurde zunächst unter dem Namen „Bank Saderat va Ma'aden“ (Bank für Exporte und Bergbau) im Teheraner Firmenregisteramt eingetragen. Die Bank nahm ihre Tätigkeit offiziell am 13. November 1952 mit der Eröffnung ihrer ersten Filiale auf, die 25 Mitarbeiter beschäftigte. Am Ende des ersten Jahres wies die Bilanz der Bank Einlagen in Höhe von 17,6 Mio. Rial, Darlehen und Kreditfazilitäten in Höhe von 67 Mio. Rial, Gesamtaktiva in Höhe von 44,2 Mio. Rial und einen Nettogewinn von 700.000 Rial aus. Dies wurde mit nur 10 Millionen Rial des eingezahlten Kapitals von 20 Millionen Rial erreicht. Zu Beginn lud Mohammad Ali Mofrah Edward Joseph, einen damals bekannten Bankexperten, ein, die Bank zu leiten. Joseph leitete die Bank in den ersten zwei Jahren. Im Jahr 1954 wurde Mofrah vom Verwaltungsrat der Bank zum CEO ernannt. Er blieb 23 Jahre lang in dieser Position, bis er Ende 1977 zurücktrat. Im Juni 1978 zog sich Mofrah vollständig aus dem Verwaltungsrat der Bank zurück. Im Jahr 1963 wurde der Name der Bank in ihre heutige Form „Bank Saderat Iran“ (Exportbank des Iran) geändert.

### Nach 1979

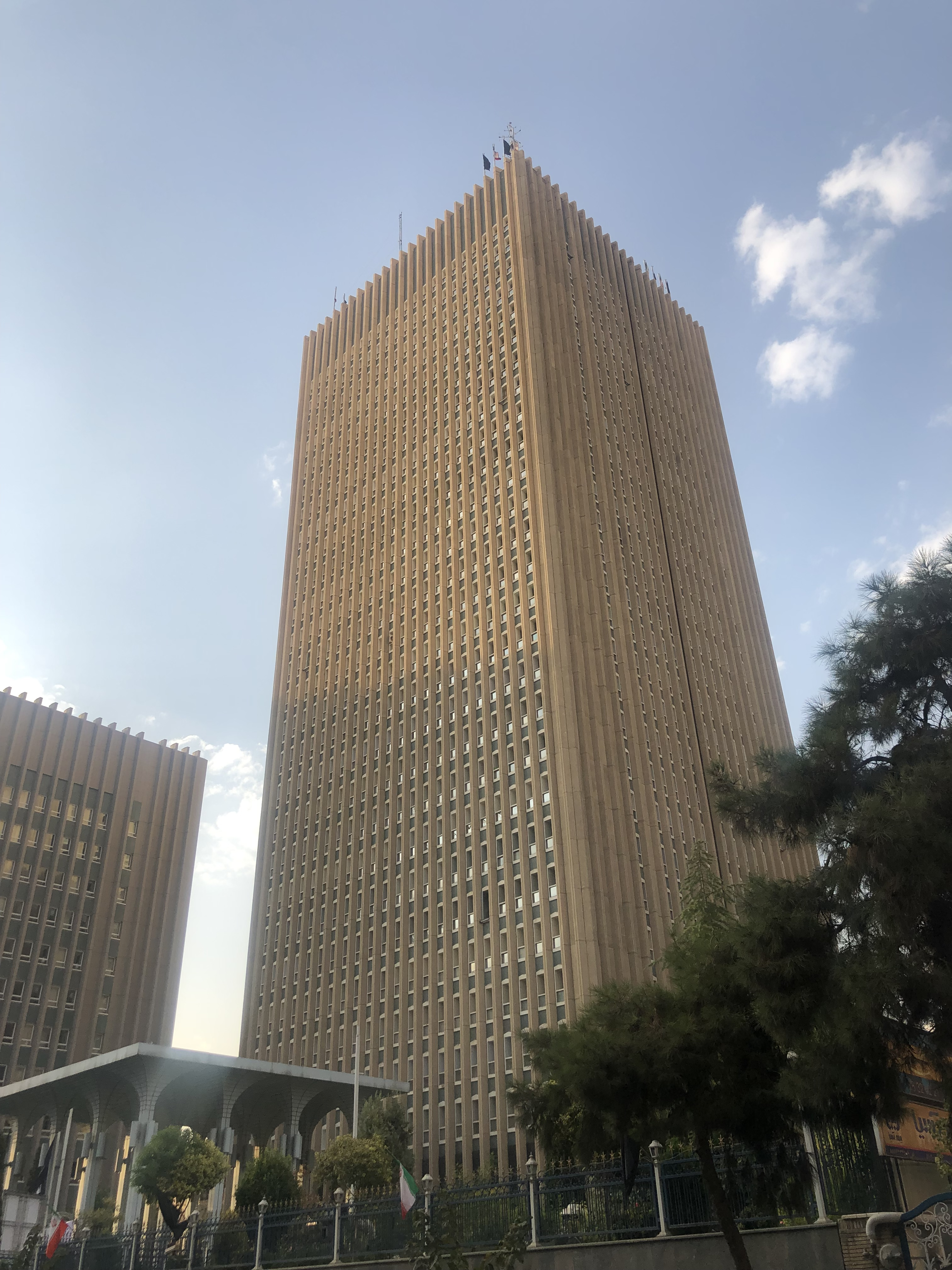
Sepehr Tower, Sitz der Hauptverwaltung der Bank, im Jahr 2019

Am 7. Juni 1979, nach der iranischen Revolution, wurden alle iranischen Privatbanken verstaatlicht, sehr zum Missfallen der Gründerfamilien, und gingen in Staatseigentum über. 1980 wurden die Zweigstellen und Unterzweigstellen der BSI in den iranischen Provinzen in unabhängige Banken mit dem Namen Bank Saderat Ostan (Provinz) umgewandelt. Heute hat die BSI 29 Tochtergesellschaften in den Provinzen und über 200 verbundene Unternehmen, die von der Ghadir Investment Company beaufsichtigt werden. Die iranischen Banken werden auf der Grundlage eines vom Islamischen Revolutionsrat am 25. September 1979 verabschiedeten Gesetzes und der Bestimmungen ihrer Satzung verwaltet.
Die Bank Saderat wird von der iranischen Regierung für Geldtransfers an von den USA als terroristisch eingestufte Organisationen genutzt, zu denen nach Angaben des US-Finanzministeriums die Hisbollah, die Hamas, das Generalkommando der Volksfront zur Befreiung Palästinas und der Palästinensische Islamische Dschihad gehören.
Gemäß den Vorschriften für iranische Transaktionen (31 CFR Part 560) aus dem Jahr 2008 dürfen US-Banken bestimmte Geldtransfers mit einer iranischen Bank abwickeln, z. B. Überweisungen für genehmigte oder steuerbefreite Transaktionen und „U-turn“-Transaktionen. U-Turn-Transaktionen erlauben es US-Banken, Zahlungen mit Iran-Bezug abzuwickeln, die bei einer nicht-iranischen ausländischen Bank beginnen und enden. Die Bank Saderat wird ab dem Datum, an dem die Änderung der Vorschriften im US-Bundesregister veröffentlicht wird, nicht mehr an Überweisungen teilnehmen können, an denen US-Banken beteiligt sind. Durch das Verbot von U-Turn und allen anderen Transaktionen mit der Bank Saderat wird der Bank jeglicher direkte und indirekte Zugang zum US-Finanzsystem verwehrt.
Die Bank Saderat Iran betreibt derzeit Bankgeschäfte in den Vereinigten Arabischen Emiraten und wickelt den iranischen Handel in und aus Dubai ab. Die Bank ist hauptsächlich in den Bereichen Projektfinanzierung, Akkreditive und Bankgarantien (Bürgschaften) tätig, während andere Aktivitäten weniger wichtig sind. Im Februar 2013 entschied das europäische Gericht in Luxemburg, die Sanktionen der Europäischen Union (EU) gegen die Bank für nichtig zu erklären, da die EU „gegen die Begründungspflicht und die Pflicht, dem Kläger … die gegen sie vorgebrachten Beweise offenzulegen“, verstoße. Die EU kann gegen die Entscheidung Berufung einlegen. 2016 war das Einfrieren von Vermögenswerten durch die EU noch immer in Kraft.
Im Jahr 2019 wies ein EU-Gericht die Klage von BSI auf Schadensersatz in Höhe von 78,7 Mio. GBP ab, den die Bank geltend gemacht hatte, nachdem die EU sie auf ihre Sanktionsliste gesetzt hatte.

## Logo
Das Logo der Bank Saderat Iran hat seit ihrer Gründung mehrere Veränderungen erfahren:
Das ursprüngliche Logo (1952–1979): Es zeigte ein geflügeltes Pferd mit dem Schriftzug „Bank Saderat Iran“ darüber. Dieses Design wurde von Edward Joseph, dem ersten Vorstandsvorsitzenden der Bank, vorgeschlagen, der sich dabei auf einen antiken Ring stützte, den er gekauft hatte. Das Pferd symbolisierte Schnelligkeit, Ausdauer und Adel, während seine Flügel Ehrgeiz und Offenheit darstellten. Das Logo ähnelte dem Siegel des Sassanidenkönigs Anushirvan.
Logo nach der islamischen Revolution (1979–1990): Nach der islamischen Revolution von 1979 wurde das Logo geändert und zeigt nun eine Karte des Iran mit Provinzzentren, was die Regionalisierung der Bank widerspiegelt.
Aktuelles Logo (1990–heute): Das aktuelle Logo, das 1990 eingeführt wurde, zeigt zwei Hände und eine Münze. Dieses Design wird auch heute noch verwendet.
Der ursprüngliche Entwurf des heutigen Logos wurde 1990 von der Abteilung für Öffentlichkeitsarbeit der Bank in Auftrag gegeben und von Esmail Kia-Moghaddam entworfen. Später nahm Morteza Momayez auf Wunsch der Bank Änderungen an dem Entwurf vor. Diese Zusammenarbeit führte später zu einem Streit zwischen den beiden Designern über die Urheberschaft des endgültigen Entwurfs.